# Kabinett Kaczyński
Als Kabinett Kaczyński wird die vom 14. Juli 2006 bis zum 16. November 2007 amtierende polnische Regierung unter Vorsitz von Jarosław Kaczyński bezeichnet. Es wurde am 19. Juli 2006 vom Sejm bestätigt.
| Amt                                                        | Name                        | Amtszeit                                        |
| ---------------------------------------------------------- | --------------------------- | ----------------------------------------------- |
| Ministerratspräsident                                      | Jarosław Kaczyński          | 14.07.2006 – 16.11.2007                         |
| Vizepräsident des Ministerrats                             | Andrzej Lepper              | 14.07.2006 – 22.09.2006                         |
| Vizepräsident des Ministerrats                             | Ludwik Dorn                 | 14.07.2006 – 27.04.2007                         |
| Vizepräsident des Ministerrats                             | Andrzej Lepper              | 16.10.2006 – 09.07.2007                         |
| Vizepräsident des Ministerrats                             | Roman Giertych              | 14.07.2006 – 13.08.2007                         |
| Vizepräsident des Ministerrats                             | Zyta Gilowska               | 22.09.2006 – 07.09.2007                         |
| Vizepräsident des Ministerrats                             | Przemysław Gosiewski        | 08.05.2007 – 07.09.2007                         |
| Vizepräsident des Ministerrats                             | Zyta Gilowska               | 10.09.2007 – 16.11.2007                         |
| Vizepräsident des Ministerrats                             | Przemysław Gosiewski        | 11.09.2007 – 16.11.2007                         |
| Minister für Landwirtschaft und ländliche Entwicklung      | Andrzej Lepper              | 14.07.2006 – 22.09.2006                         |
| Minister für Landwirtschaft und ländliche Entwicklung      | Jarosław Kaczyński (komm.)  | 22.09.2006 – 16.10.2006                         |
| Minister für Landwirtschaft und ländliche Entwicklung      | Andrzej Lepper              | 16.10.2006 – 09.07.2007                         |
| Minister für Landwirtschaft und ländliche Entwicklung      | Jarosław Kaczyński (komm.)  | 09.07.2007 – 31.07.2007                         |
| Minister für Landwirtschaft und ländliche Entwicklung      | Wojciech Mojzesowicz        | 31.07.2007 – 16.11.2007                         |
| Minister für Bau                                           | Antoni Jaszczak             | 14.07.2006 – 03.11.2006                         |
| Minister für Bau                                           | Andrzej Aumiller            | 03.11.2006 – 13.08.2007                         |
| Minister für Bau                                           | Mirosław Barszcz            | 13.08.2007 – 16.11.2007                         |
| Minister für Kultur und nationales Erbe                    | Kazimierz Michał Ujazdowski | 14.07.2006 – 07.09.2007                         |
| Minister für Kultur und nationales Erbe                    | Jarosław Kaczyński (komm.)  | 07.09.2007 – 12.09.2007                         |
| Minister für Kultur und nationales Erbe                    | Kazimierz Michał Ujazdowski | 12.09.2007 – 16.11.2007                         |
| Wirtschaftsminister                                        | Piotr Woźniak               | 14.07.2006 – 07.09.2007                         |
| Wirtschaftsminister                                        | Jarosław Kaczyński (komm.)  | 07.09.2007 – 11.09.2007                         |
| Wirtschaftsminister                                        | Piotr Woźniak               | 11.09.2007 – 16.11.2007                         |
| Umweltminister                                             | Jan Szyszko                 | 14.07.2006 – 07.09.2007                         |
| Umweltminister                                             | Jarosław Kaczyński (komm.)  | 07.09.2007 – 11.09.2007                         |
| Umweltminister                                             | Jan Szyszko                 | 11.09.2007 – 16.11.2007                         |
| Finanzminister                                             | Stanisław Kluza             | 14.07.2006 – 22.09.2006                         |
| Finanzminister                                             | Zyta Gilowska               | 22.09.2006 – 07.09.2007                         |
| Finanzminister                                             | Jarosław Kaczyński (komm.)  | 07.09.2007 – 10.09.2007                         |
| Finanzminister                                             | Zyta Gilowska               | 10.09.2007 – 16.11.2007                         |
| Außenminister                                              | Anna Fotyga                 | 14.07.2006 – 07.09.2007                         |
| Außenminister                                              | Jarosław Kaczyński (komm.)  | 07.09.2007 – 10.09.2007                         |
| Außenminister                                              | Anna Fotyga                 | 10.09.2007 – 16.11.2007                         |
| Gesundheitsminister                                        | Zbigniew Religa             | 14.07.2006 – 07.09.2007                         |
| Gesundheitsminister                                        | Jarosław Kaczyński (komm.)  | 07.09.2007 – 10.09.2007                         |
| Gesundheitsminister                                        | Zbigniew Religa             | 10.09.2007 – 16.11.2007                         |
| Innenminister                                              | Ludwik Dorn                 | 14.07.2006 – 07.02.2007                         |
| Innenminister                                              | Janusz Kaczmarek            | 08.02.2007 – 08.08.2007                         |
| Innenminister                                              | Władysław Stasiak           | 08.08.2007 – 16.11.2007                         |
| Justizminister                                             | Zbigniew Ziobro             | 14.07.2006 – 07.09.2007                         |
| Justizminister                                             | Jarosław Kaczyński (komm.)  | 07.09.2007 – 11.09.2007                         |
| Justizminister                                             | Zbigniew Ziobro             | 11.09.2007 – 16.11.2007                         |
| Minister für Arbeit und Soziales                           | Anna Kalata                 | 14.07.2006 – 13.08.2007                         |
| Minister für Arbeit und Soziales                           | Joanna Kluzik-Rostkowska    | 13.08.2007 – 16.11.2007                         |
| Minister für Marinenwirtschaft                             | Rafał Wiechecki             | 14.07.2006 – 13.08.2007                         |
| Minister für Marinenwirtschaft                             | Marek Gróbarczyk            | 13.08.2007 – 16.11.2007                         |
| Verteidigungsminister                                      | Radosław Sikorski           | 14.07.2006 – 05.02.2007                         |
| Verteidigungsminister                                      | Aleksander Szczygło         | 06.02.2007 – 07.09.2007                         |
| Verteidigungsminister                                      | Jarosław Kaczyński (komm.)  | 07.09.2007 – 10.09.2007                         |
| Verteidigungsminister                                      | Aleksander Szczygło         | 10.09.2007 – 16.11.2007                         |
| Erziehungsminister                                         | Roman Giertych              | 14.07.2006 – 13.08.2007                         |
| Erziehungsminister                                         | Ryszard Legutko             | 13.08.2007 – 16.11.2007                         |
| Minister für regionale Entwicklung                         | Grażyna Gęsicka             | 14.07.2006 – 07.09.2007                         |
| Minister für regionale Entwicklung                         | Jarosław Kaczyński (komm.)  | 07.09.2007 – 11.09.2007                         |
| Minister für regionale Entwicklung                         | Grażyna Gęsicka             | 11.09.2007 – 16.11.2007                         |
| Wissenschaftsminister                                      | Michał Seweryński           | 14.07.2006 – 07.09.2007                         |
| Wissenschaftsminister                                      | Jarosław Kaczyński (komm.)  | 07.09.2007 – 11.09.2007                         |
| Wissenschaftsminister                                      | Michał Seweryński           | 11.09.2007 – 16.11.2007                         |
| Minister für Sport                                         | Tomasz Lipiec               | 14.07.2006 – 09.07.2007                         |
| Minister für Sport                                         | Jarosław Kaczyński (komm.)  | 09.07.2007 – 23.07.2007                         |
| Minister für Tourismus und Sport                           | Elżbieta Jakubiak           | 23.07.2007 – 16.11.2007                         |
| Schatzminister                                             | Wojciech Jasiński           | 14.07.2006 – 07.09.2007                         |
| Schatzminister                                             | Jarosław Kaczyński (komm.)  | 07.09.2007 – 11.09.2007                         |
| Schatzminister                                             | Wojciech Jasiński           | 11.09.2007 – 16.11.2007                         |
| Verkehrsminister                                           | Jerzy Polaczek              | 14.07.2006 – 07.09.2007                         |
| Verkehrsminister                                           | Jarosław Kaczyński (komm.)  | 07.09.2007 – 12.09.2007                         |
| Verkehrsminister                                           | Jerzy Polaczek              | 12.09.2007 – 16.11.2007                         |
| Minister – Koordinator des Ministerrats                    | Zbigniew Wassermann         | 14.07.2006 – 07.09.2007                         |
| Minister – Koordinator des Ministerrats                    | Jarosław Kaczyński (komm.)  | 07.09.2007 – 11.09.2007                         |
| Minister – Koordinator des Ministerrats                    | Zbigniew Wassermann         | 11.09.2007 – 16.11.2007                         |
| Minister (ohne Geschäftsbereich)                           | Przemysław Gosiewski        | 14.07.2006 – 08.05.2007                         |
| Minister (ohne Geschäftsbereich)                           | Mariusz Błaszczak           | 27.03.2007 – 07.09.2007 11.09.2007 – 16.11.2007 |
| Minister – Leiter des Komitees für Europäische Integration | Jarosław Kaczyński (komm.)  | 07.09.2007 – 10.09.2007                         |
| Minister – Leiter des Komitees für Europäische Integration | Anna Fotyga                 | 14.07.2006 – 07.09.2007 10.09.2007 – 16.11.2007 |